# Elecciones parlamentarias de Grecia de 2004
Las elecciones legislativas griegas tuvieron lugar el 7 de marzo de 2004. En ellas se disputaron los 300 escaños del Parlamento griego o Voule. El partido Nueva Democracia de Costas Caramanlis consiguió una victoria decisiva en las elecciones, acabando así con 11 años de mandato del Movimiento Socialista Panhelénico (PASOK).
El candidato del PASOK, Yorgos Papandreu, había sucedido al primer ministro Costas Simitis como líder del partido en febrero.

## Los líderes
La política de Grecia es muy dinástica. Costas Caramanlis es el sobrino de Constantinos Caramanlis, que fue tres veces primer ministro y dos veces presidente de Grecia. Por otra parte, Yorgos Papandreu es el hijo de Andreas Papandreu, dos veces primer ministro y fundador del PASOK, y nieto de Yorgos Papandreu, un liberal que también había sido dos veces primer ministro. El periódico griego Kathemerini citó a un votante griego durante la campaña: "A los griegos nos gusta saber de dónde vienen nuestros líderes. Sentimos que conocemos a esas familias tan bien como a las nuestras."

## Resultados
| Partido                     | Votos     | %    | Cambio | Escaños | Cambio |
| --------------------------- | --------- | ---- | ------ | ------- | ------ |
| Nueva Democracia            | 3.016.496 | 45,9 | (+3,2) | 166     | (+41)  |
| Mov. Socialista Panhelénico | 2.665.750 | 40,6 | (-3,2) | 116     | (-42)  |
| Partido Comunista de Grecia | 372.506   | 5,7  | (+0,2) | 12      |        |
| Syriza                      | 206.131   | 3,1  | (-0,1) | 6       |        |
| Otros                       | 254.496   | 3,8  |        | -       |        |
| Total                       | 6.515.379 |      |        | 300     |        |

- Datos: Q1518129
- Multimedia: Greek legislative election, 2004 / Q1518129